# Gustave Surand
Gustave Surand (Parigi, 25 agosto 1860 – Parigi, 27 marzo 1937) è stato un pittore e scultore francese.

## Biografia
Gustave Paul Alexandre Surand nacque a Parigi e studiò all'École des beaux-arts, allievo di Jean-Paul Laurens. Fu pittore ad olio, pastellista e scultore. Già dal 1881 cominciò ad esporre i suoi lavori al Salon des artistes français, ricevendo tre anni dopo una menzione d'onore. Espose anche all'Expo del 1889 e a quella del 1900, dove vinse una medaglia d'argento con il quadro "San Giorgio e il drago". Fu pittore di genere, ma nelle sue opere mostrò grande sensibilità per le variazioni atmosferiche e i contrasti di luce.
Inoltre, appassionato della natura, Surand ritrasse spesso grandi animali selvatici e seppe cogliere, con tratto sapiente, l'attimo in cui l'animale tende il suo corpo preparandosi al salto. Nel 1884 ottenne una borsa di studio che gli permise di visitare la Tunisia.
Il ristorante parigino "Le Bar Romain", in rue de Caumartin, oggi ormai chiuso, conservava tredici quadri di Surand su soggetti dell'antica Roma, fra cui "Fête de vendange donnée par Messaline dans le Palais de Claude, en l'honneur de son amant Silius" (1905),  "Néron devant l'incendie de Rome" e "Les Arènes sous Caligula". Queste opere furono vendute nel 2011 e poi nel 2023.
Gustave Surand morì nel 1937 all'età di 77 anni. 
Nel 1973 ebbe luogo la vendita del suo atelier, sito nel palazzo Drouot a Parigi.

## Opere nelle collezioni pubbliche
Elenco parziale.
- Bourg-en-Bresse, Museo di Brou:
  - Les Lions crucifiés, presentato all'Expo del 1889, olio su tela
  - Saint Antoine et Saint Paul ermite, Salon del 1894.
  - Caius Caligula, Salon del 1901, olio su tela
- Parigi, Università della Sorbona: Massacre des barbares par Hamilcar, Salon del 1896, olio su tela.[7]

## Salon e mostre
- Salon des artistes français, dal 1881 in poi:
  - 1884 : menzione d'onore
  - 1892 : La Tentation de saint Antoine, olio su tela
- Expo del 1889: Lions crucifiés, olio su tela
- Expo del 1900: Saint-Georges terrassant le Dragon, medaglia d'argento

## Allievi principali
- Jeanne Magdeleine Favier (1860-1904), pittrice[8]
- Roger Godchaux (1878-1958), scultore

## Galleria d'immagini

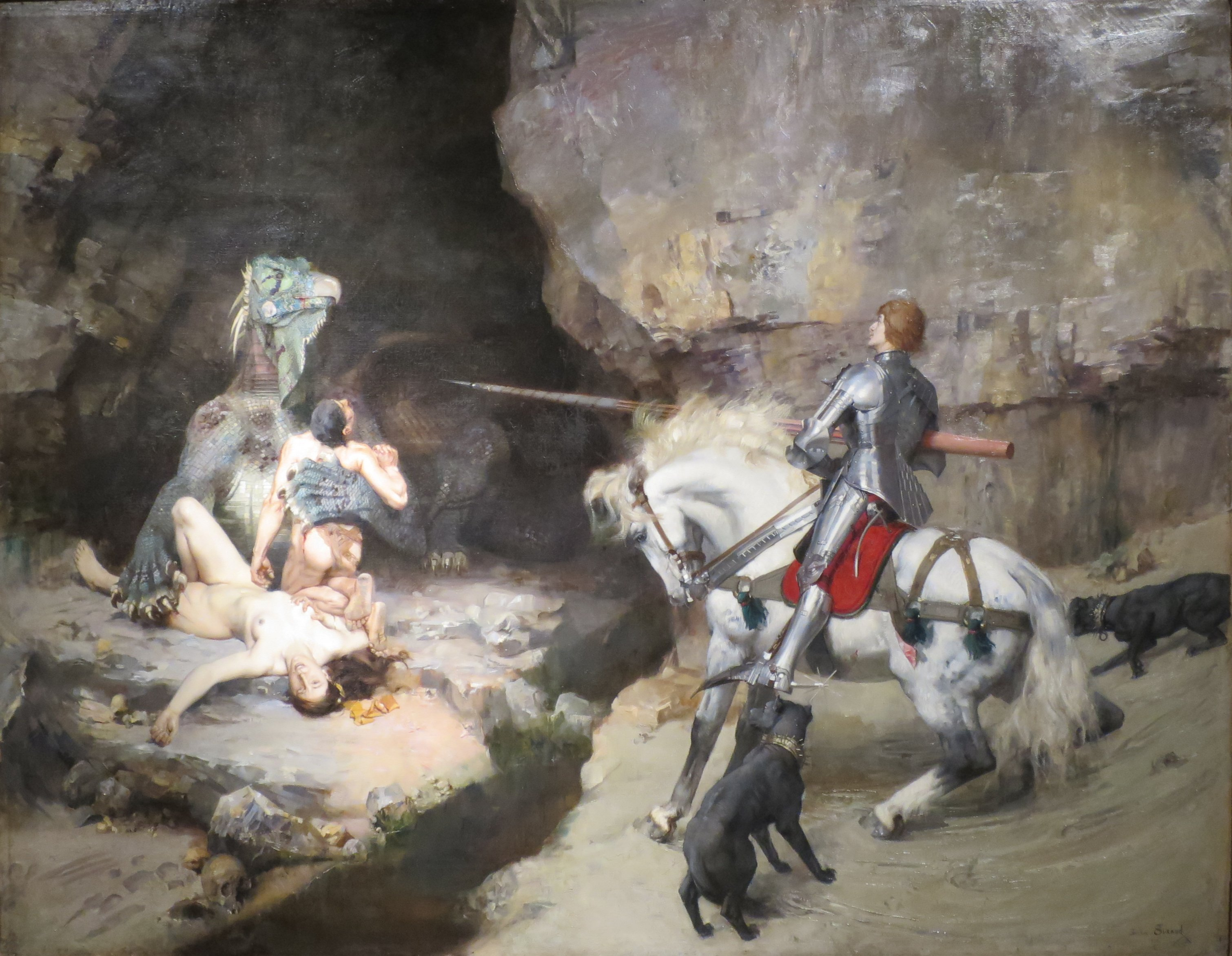
S.Giorgio e il dragone
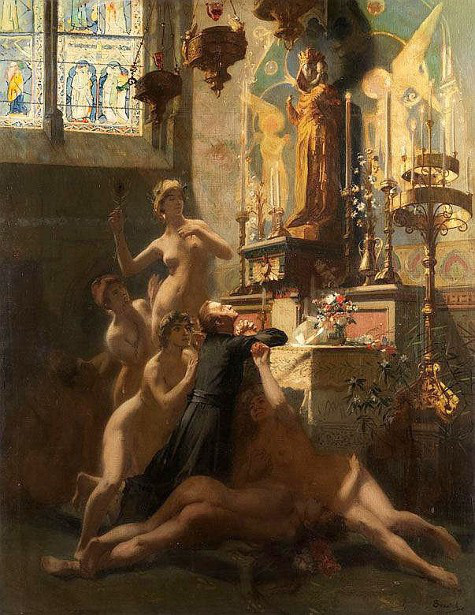
La preghiera contro le tentazioni
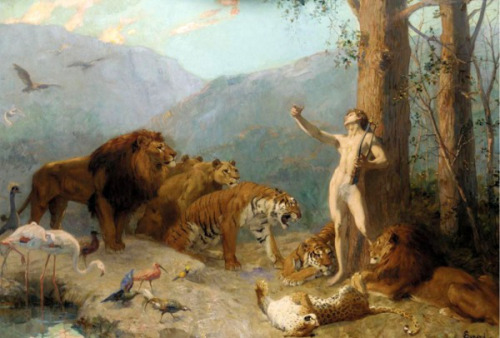
Orfeo incanta gli animali

Scene dell'antica Roma

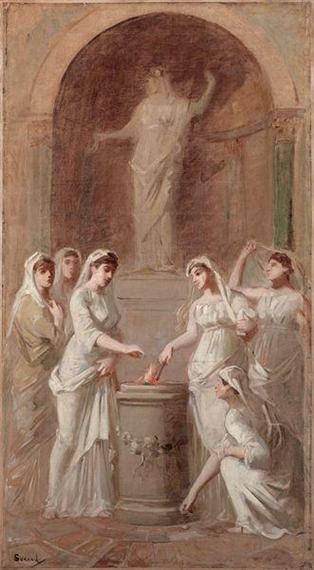
Il culto di Vesta
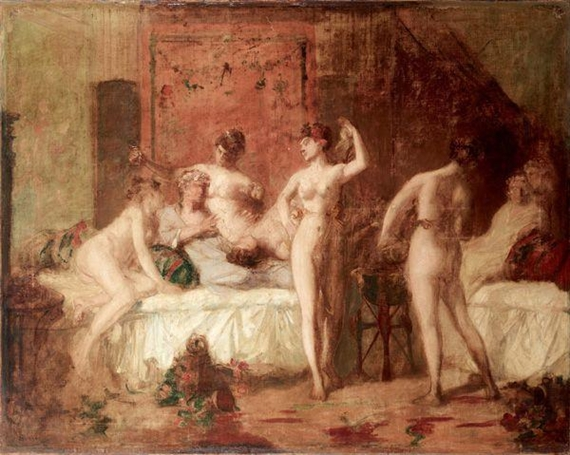
Cena di Tiberio da Sestio Gallo
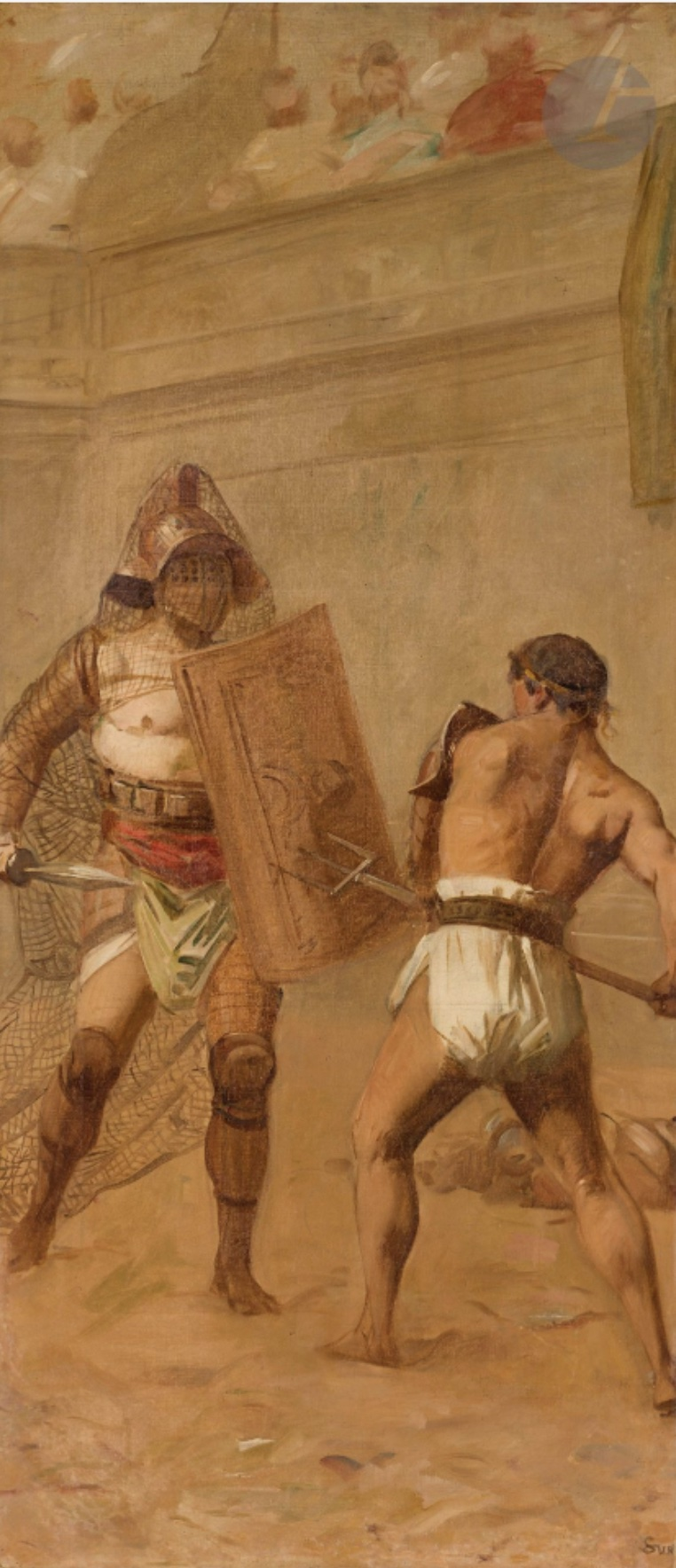
Gladiatori
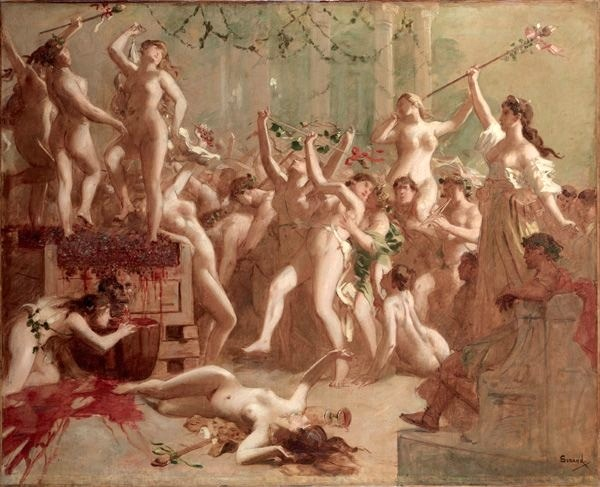
Festa della vendemmia di Messalina
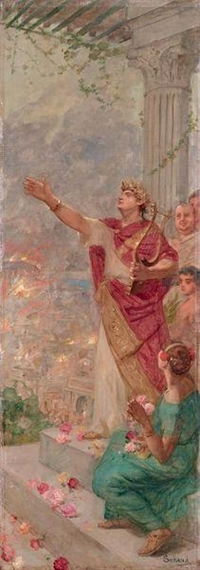
Nerone davanti all'incendio di Roma